# Distrito de Cochas (Yauyos)

La Provincia de Yauyos en el Departamento de Lima, Perú.

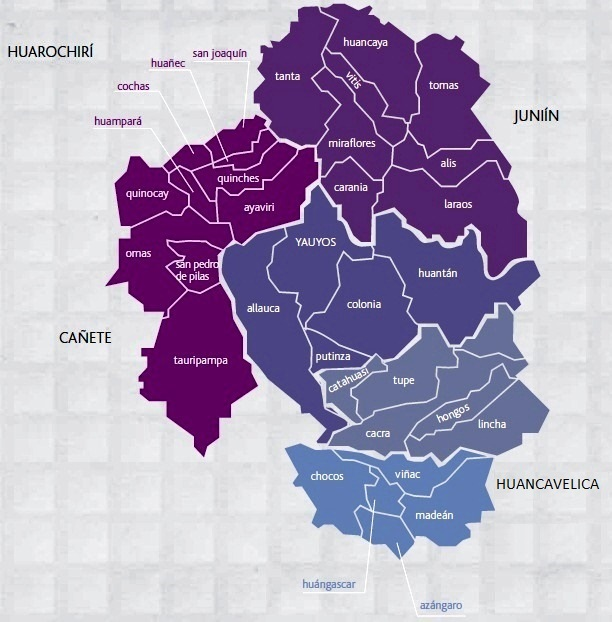
La provincia de Yauyos y sus 33 distritos.

El Distrito de Cochas es uno de los  treinta y tres distritos que conforman la provincia de Yauyos, perteneciente al departamento de Lima, en el Perú  y bajo la administración del Gobierno Regional de Lima-Provincias. 
Desde el punto de vista jerárquico de la Iglesia católica, forma parte de la prelatura de Yauyos.

## Historia
El distrito fue creado mediante Ley N.º 134332 del 22 de agosto de 1960, en el segundo gobierno del presidente Manuel Prado Ugarteche.

## Geografía
Tiene una superficie de 27,73 km². Su capital es el poblado de Cochas.

## Autoridades

### Municipales
- 2019 - 2022
  - Alcalde: Elbert Benito Malca Mendoza, Movimiento regional Unidad Cívica Lima.
- 2015 - 2018[2]
  - Alcalde: Ambrosio Lizardo Mendoza Laredo, Movimiento Patria Joven (PJ).
  - Regidores: Catalina Laura Rivera de Flores (PJ), Pedro López Mendoza (PJ), Juliana Reyes López (PJ), Lidia Abigail Durand Rivera (PJ), Andrea Flores Morales (Perú Posible).
- 2011 - 2014[3]
  - Alcalde: Ambrosio Lizardo Mendoza Laredo, del Partido Popular Cristiano (PPC).
  - Regidores: Caytano Alberto Vilca Rivera (PPC), Pedro López Mendoza (PPC), Jessica Janeht Inga Barreto (PPC), Rufina Anita Romero Martínez (PPC), Abdón Cecilio López López (Concertación para el Desarrollo Regional).
- 2007 - 2010
  - Alcalde: Prudencio Pablo Javier López, Movimiento Concertación para el Desarrollo Regional.
- 2003 - 2006[4]
  - Alcalde: Anatolio Vilca Rivera, Partido Perú Posible (PP).
- 1999 - 2002
  - Alcalde: Reynaldo Rivera Javier, Movimiento independiente El Choclo.
- 1996 - 1998
  - Alcalde: Simón José Benavente Tejada, Lista independiente N° 5 Yauyos 95.
- 1993 - 1995
  - Alcalde: Rodil M. Rivera Mendoza, Lista independiente Reconstrucción Yauyina.
- 1991 - 1992
  - Alcalde: Dionicio Morales Chamilco, Partido Popular Cristiano.
- 1987 - 1989
  - Alcalde: Anatolio Vilca Rivera, Partido Aprista Peruano.
- 1984 - 1986
  - Alcalde: Manuel Circuncisión Rivera Rivera, Partido Acción Popular.
- 1981 - 1983
  - Alcalde: Modesto Mendoza Durán,  Partido Acción Popular.

### Policiales
- Comisaría de Cochas
  - Comisario: Mayor PNP  .[5]

### Religiosas
- Prelatura de Yauyos[6]
  - Obispo Prelado: Mons. Ricardo García García.[7]
- Parroquia Santiago Apóstol - Quinches[8]
  - Párroco: Pbro. Armando Caycho Caycho.
  - Vicario parroquial: Pbro. Dimas Mendoza Saavedra.

Colegio Santo Domingo de Guzmán

## Educación

### Instituciones educativas
- I.E